# Francis Suárez
Francis Xavier Suárez (Miami, 6 de octubre de 1977) es un abogado y político estadounidense. Es el 43.° y actual alcalde de Miami. Fue elegido el 7 de noviembre de 2017 con el 86 por ciento de los votos y fue reelegido el 2 de noviembre de 2021 con el 78 por ciento de los votos. Es un republicano registrado, pero la oficina del alcalde de Miami no es partidista. Anteriormente se desempeñó como Comisionado de Miami para el Distrito 4, cargo que ocupó desde que fue elegido en una segunda vuelta electoral el 17 de noviembre de 2009. Suárez es hijo del exalcalde de Miami y excomisionado del condado de Miami-Dade, Xavier Suárez.
Suárez es el primer alcalde de Miami nacido en la ciudad. También es el primer alcalde que no nació en Cuba desde 1996, cuando Stephen P. Clark dejó el cargo.
Suárez también se desempeña como vicepresidente de la Organización de Planificación de Transporte (TPO) de Miami-Dade y es el expresidente de la Liga de Ciudades del Condado de Miami-Dade. En su cargo en la TPO, Suárez defendió el Plan Estratégico de Tránsito Rápido del Área de Miami (SMART), que fue aprobado por unanimidad.
En junio de 2020, fue elegido por los alcaldes estadounidenses para servir como segundo vicepresidente de la Conferencia de Alcaldes de los Estados Unidos y en junio de 2021, fue elegido primer vicepresidente de la organización. Actualmente se desempeña como presidente de la Conferencia de Alcaldes de Estados Unidos para el período 2022-2023.

## Primeros años
Siendo el mayor de cuatro hermanos, Suárez es hijo del dos veces alcalde de Miami, Xavier Suárez. Su tía, Lala, es la madre del congresista estadounidense Alex Mooney de Virginia Occidental.
Suárez asistió a la escuela secundaria Immaculata-LaSalle. Se graduó en 1996 y pasó a graduarse en el 10% superior de su clase de la Universidad Internacional de Florida con una licenciatura en finanzas. Después de la universidad, Suárez eligió asistir a la Facultad de Derecho Fredric G. Levin de la Universidad de Florida, donde recibió su título de JD cum laude en 2004. Posteriormente trabajó como abogado  para el bufete Greenspoon Marder, especializado en transacciones corporativas e inmobiliarias. 

## Carrera

### Comisión de Miami (2009–2017)
Suárez fue elegido por primera vez como Comisionado de la ciudad de Miami para el Distrito 4 en 2009. La elección general para reemplazar a Tomás Regalado fue el 3 de noviembre de 2009. Suárez llegó a la segunda vuelta electoral contra Manolo Reyes después de recibir el 44,74% de los votos, mientras que Reyes recibió el 40,50%. Los otros candidatos en la elección general fueron Denis Rod con 5,15% y Oscar Rodríguez-Fonts con 9,61%.
La segunda vuelta electoral fue el 17 de noviembre de 2009. Suárez ganó con el 51,41% de los votos. Fue reelegido sin oposición en 2011 y 2015.

### Alcalde de Miami (2017-presente)
Como alcalde, Suárez ha supervisado un proyecto de $400 millones de bonos municipales, a veces llamado Miami Forever Bond, para combatir el aumento del nivel del mar y apoyar viviendas asequibles.
En enero de 2019, le dijo al Miami Herald que sus tres temas principales para la gobernabilidad serían la calidad de vida, un camino hacia la prosperidad y la resiliencia. Suárez afirmó que Miami se benefició de su liderazgo con un nuevo sistema de permisos en línea y una tasa de homicidios históricamente baja, entre otras cosas.
En febrero de 2019, escribió un artículo con el exsecretario general de las Naciones Unidas, Ban Ki-moon, sobre cómo Miami se defiende de los efectos del cambio climático.
Suárez es un político amigo de las criptomonedas que ha promovido el desarrollo de Miami como un centro de criptomonedas. En 2021, Suárez fue incluida en la lista de los "50 líderes más grandes del mundo" de la revista Fortune. En septiembre de 2021, reveló que su último plan para la ciudad de Miami es abolir los impuestos. En cambio, espera financiar las actividades de la ciudad mediante la emisión y la extracción continua de un token de cadena de bloques específico de la ciudad llamado MiamiCoin. También afirmó que Miami está buscando permitir que sus residentes cobren en bitcoin y puedan pagar sus impuestos usando bitcoin. En noviembre de 2021, Suárez se convirtió en el primer político estadounidense en aceptar su salario en criptomonedas.
En 2018, Suárez votó en contra del candidato republicano y más tarde gobernador de Florida, Ron DeSantis, en las elecciones para gobernador de Florida de 2018 y, en cambio, votó por su oponente demócrata Andrew Gillum, por lo que fue criticado por sus compañeros republicanos. Suárez no votó por el titular republicano Donald Trump en las elecciones presidenciales de 2020.
Suárez fue reelegido en las elecciones de 2021, recibiendo más del 78% de los votos en la primera vuelta.

#### Respuesta a la pandemia de COVID-19
El 2 de marzo de 2020, Suárez respondió a la pandemia de COVID-19 anunciando los preparativos para un posible brote en Miami. El 4 de marzo de 2020. Suárez anunció planes para cancelar el próximo Ultra Music Festival, afirmando que la asistencia de turistas aumentaría en gran medida la probabilidad de que Miami tenga casos de COVID-19. El 6 de marzo de 2020, Suárez y el gobierno municipal de Miami respondieron al brote, que para entonces había resultado en más casos confirmados de coronavirus en el estado de Florida, cancelando también el Festival Calle Ocho local. Suárez y otros dos funcionarios de la ciudad lo confirmaron durante una conferencia de prensa.
Suárez contrajo el virus, lo cual confirmó durante una entrevista con el Miami Herald el 13 de marzo. Fue la segunda persona confirmada infectada en el condado de Miami-Dade. Comenzó a publicar diarios en video diarios en Instagram, mostrando la progresión de su infección por COVID-19.
En julio de 2020, Suárez dedicó 39 policías a la tarea de hacer cumplir una ordenanza de uso de máscaras en todo Miami.

### Especulación de las elecciones presidenciales de 2024
En abril de 2021, surgieron informes de que Suárez podría servir como compañero de fórmula de la posible candidata presidencial de 2024, Nikki Haley. Un informe de The Hill en septiembre de 2021 indicó que Suárez está interesado en postularse para presidente por derecho propio.